# Konstantin Stepanjuk
Konstantin Stepanjuk (in russo Константин Степанюк?; Mosca, 16 ottobre 1984) è un pallanuotista russo di ruolo attaccante, in forza al club russo della Dinamo Mosca.
Di scuola Dinamo, disputa il suo primo campionato in prima squadra nel 2005-06, conclusosi al terzo posto. Dopodiché passa al Sintez Kazan', con cui vince il titolo 2006-07 e la Coppa LEN lo stesso anno. Seguono quindi cinque secondi posti e due terzi posti nelle successive sette stagioni, segnate dal dominio dello Spartak Volgograd, vincitore di cinque titoli consecutivi.
Dopo 9 stagioni nel Tatarstan, torna alla Dinamo Mosca nel 2015.

## Palmarès

### Club
- Campionato russo: 1

Sintez Kazan': 2006-07
Dinamo Mosca: 2017-18, 2018-19
- Coppa di Russia maschile: 3

Dinamo Mosca: 2016, 2018, 2019
- Coppe LEN: 1

Sintez Kazan': 2006-07